# Lusa (Stadt)
Lusa (russisch Луза) ist eine Stadt in der Oblast Kirow (Russland) mit 11.260 Einwohnern (Stand 14. Oktober 2010).

## Geografie
Die Stadt liegt etwa 300 km nordwestlich der Oblasthauptstadt Kirow an der Lusa, einem rechten Nebenfluss des Quellflusses  Jug der Nördlichen Dwina.
Lusa ist Verwaltungszentrum des gleichnamigen Rajons.

## Geschichte
Lusa entstand an Stelle einer seit dem 17. Jahrhundert bekannten Ansiedlung als Stationssiedlung beim Bau der Eisenbahnstrecke Wjatka–Kotlas 1899 und erhielt 1944 Stadtrecht.

### Bevölkerungsentwicklung
| Jahr | Einwohner |
| ---- | --------- |
| 1939 | 6.704     |
| 1959 | 13.181    |
| 1970 | 14.033    |
| 1979 | 14.004    |
| 1989 | 13.706    |
| 2002 | 12.311    |
| 2009 | 11.260    |

Anmerkung: Volkszählungsdaten